# Richard Danilo Maciel Sousa Campos
Richard Danilo Maciel Sousa Campos oder kurz Danilo bzw. Danilo Sousa Campos (* 13. Januar 1990 in São Luís) ist ein belgisch-brasilianischer Fußballspieler.

## Karriere

### Verein
Danilo wechselte 2007 in die Nachwuchsabteilung von Ajax Amsterdam. 2010 startete er seine Profikarriere beim belgischen Verein Standard Lüttich. 2012 wechselte er in die Ukraine und heuerte bei Metalurh Donezk an. Anschließend spielte er der Reihe nach für Mordowija Saransk und Dnipro Dnipropetrowsk. Seit 2016 spielt er für den türkischen Verein Antalyaspor.
Danilo wurde im Januar 2019 erst von al-Wahda verpflichtet und anschließend innerhalb der gleichen Transferperiode an seinen früheren Verein Dnipro Dnipropetrowsk abgegeben.

### Nationalmannschaft
Danilo entschied sich dafür für die belgische Nationalmannschaften aufzulaufen. Beginnend mit der belgischen U-18-Nationalmannschaft durchlief er die meisten belgischen Auswahlmannschaften.